# Sheryl Crow
Sheryl Suzanne Crow, född 11 februari 1962 i Kennett, Missouri, är en amerikansk rocksångerska. Hon skrev sin första låt när hon var 13 år och har en universitetsutbildning i musik.
Före sin solokarriär arbetade hon som bakgrundssångerska åt bland andra Michael Jackson, Sting, Rod Stewart, Stevie Wonder, Foreigner, Joe Cocker, Sinead O'Connor och Don Henley. Crow har också sjungit med Dixie Chicks, The Rolling Stones, Stevie Nicks, Steve Earle, Prince, B.B. King, Willie Nelson , Kris Kristofferson och Bob Dylan m.fl. Hon har även skrivit låtar tillsammans med Wynonna Judd, Celine Dion och Eric Clapton.
Crow fick sin första hit 1994 med låten All I Wanna Do. 1995 vann hon tre Grammys och har spelat in filmmusik, bland annat ledmotivet till Bondfilmen Tomorrow Never Dies, samt och medverkat i en rad filmer. Hon har också sjungit duo med Luciano Pavarotti. (La Ci Dareme di Mano) på albumet "The Duets".
Sheryl Crow har även verkat som skådespelare vid några tillfällen.
Hon var sambo med cyklisten Lance Armstrong från 2004 till februari 2006.

## Diskografi

### Studioalbum
- 1993 – Tuesday Night Music Club
- 1996 – Sheryl Crow
- 1998 – The Globe Sessions
- 2002 – C'mon C'mon
- 2005 – Wildflower med Live It Up
- 2008 – Detours
- 2010 – 100 Miles from Memphis
- 2013 – Feels Like Home
- 2017 – Be Myself
- 2019 – Threads
- 2024 – Evolution

### Samlingsalbum
- 2003 – The Very Best of Sheryl Crow
- 2006 – iTunes Originals
- 2007 – Hits & Rarities
- 2008 – Home for Christmas
- 2011 – Icon
- 2013 – Everyday is a Winding Road: The Collection

### Livealbum
- 1999 – Live from Central Park
- 2003 – Live at Budokan

## Soundtracks
- Point Break (1991)
- The X Files (1993) TV-serie
- Boys On The Side (1995)
- For Hope (1996)
- Tomorrow Never Dies (1997)
- Hope Floats (1998)
- The Faculty (1999)
- Dill Scallion (1999)
- Home (1999)
- Message In A Bottle (1999)
- King Of The Hill (1999)
- Big Daddy (1999)
- Erin Brockovich (2000)
- I Am Sam (2001)
- K-PAX (2001)
- Shallow Hal (2001)
- Roswell (2002)
- Murder by Numbers (2002)
- Sweet Home Alabama (2002)
- Cars (2006)

## Filmografi
- Studio 54 (1998)
- The Minus Man (1999)
- De-lovely (2004)
- Cougar Town (2010)

## Utmärkelser (urval)
- Grammy 1995 för bästa nya artist
- Grammy 1995 för bästa kvinnliga sångröst
- Grammy 1995 för bästa kvinnliga artist
- BRIT Award 1997 för bästa internationella kvinnliga soloartist
- Grammy 1997 för bästa rockalbum (Sheryl Crow)
- Grammy 1999 för bästa rockalbum (The Globe Sessions)